# Sotto assedio - White House Down
Sotto assedio - White House Down (White House Down) è un film del 2013 diretto da Roland Emmerich con protagonisti Channing Tatum, Jamie Foxx e Maggie Gyllenhaal.

## Trama
John Cale, agente di polizia di Washington assegnato alla scorta dello speaker del Congresso Eli Raphaelson, nel tentativo di migliorare il rapporto con sua figlia Emily, decide di candidarsi come unità speciale dei servizi segreti a guardia del presidente James Sawyer e il giorno del colloquio, che si terrà alla Casa Bianca, la invita a partecipare come turista ad una visita guidata. Il colloquio, tenuto da Carol Finnerty, una sua ex compagna di scuola, non ha tuttavia esito positivo e Cale si unisce a malincuore con la figlia al tour della Casa Bianca.
Poco dopo un gruppo paramilitare, capitanato dall ex agente Delta Force Emil Stenz, irrompe nella Casa Bianca: i mercenari fanno esplodere una bomba nel Campidoglio, causando il crollo della rotonda e mandando Washington DC in blocco, per poi eliminare gli agenti di guardia presenti nell'edificio. Finnerty scorta Raphelson in un centro di comando sotterraneo al Pentagono, mentre il vicepresidente Alvin Hammond viene portato a bordo dell'Air Force One. Il gruppo turistico viene preso in ostaggio nella Blue Room da un membro del commando, il nazionalista bianco Carl Killick, ma Cale riesce a scappare per andare a cercare Emily, che si era allontanata poco prima dell'attentato per usare il bagno.
Martin Walker, capo dei servizi segreti prossimo al pensionamento, conduce Sawyer al bunker blindato sotto alla biblioteca della Casa Bianca; tuttavia una volta arrivati alla struttura uccide gli agenti di scorta, rivelandosi il leader dell'attacco, apparentemente ideato come vendetta contro il presidente per la morte del figlio Kevin, un Marine che fu ucciso nel corso di una missione sotto copertura fallita in Iran l'anno prima. Cale nel frattempo uccide un mercenario, prendendogli le armi e salva Sawyer dopo averlo sentito urlare contro Walker.
Walker fa hackerare il NORAD a Skip Tyler, ex analista della NSA, ma ha bisogno di Sawyer vivo per un ulteriore scopo ed ordina a Stenz di trovarlo; Killick nel mentre sorprende Emily a filmare gli intrusi con il suo telefono e la riporta nella Blue Room con gli altri ostaggi, tuttavia la ragazza fa in tempo a caricare i video su YouTube tramite il suo canale da blogger. Cale e Sawyer contattano la struttura di comando del Pentagono tramite un telefono satellitare criptato negli alloggi presidenziali, mentre Finnerty usa i video di Emily per scoprire le identità dei mercenari.
Cale e Sawyer provano a scappare attraverso un tunnel segreto nei sotterranei, ma trovano l'uscita bloccata con degli esplosivi; cercano quindi di fuggire con la limousine presidenziale, venendo tuttavia inseguiti da Stenz e dai suoi uomini, per poi cadere nella piscina della Casa Bianca e rifugiarsi nei sotterranei al termine di un rocambolesco inseguimento. Con Sawyer presunto morto in un'esplosione, Hammond si appella al venticinquesimo emendamento e giura come Presidente, dopodiché ordina un'incursione aerea alla Casa Bianca con elicotteri Blackhawks per riprendere il controllo della struttura.
La missione fallisce, poiché Stenz e i suoi uomini abbattono i veicoli con missili terra-aria Javelin, nonostante il tentativo di Cale di fermarli; durante una colluttazione con Stenz, il poliziotto perde i biglietti per il tour, che il mercenario recupera e da cui apprende che Emily è sua figlia.
Tyler intanto riesce ad hackerare il NORAD e lancia un missile a guida laser contro l'Air Force One da Piketon, Ohio, uccidendo Hammond e tutti coloro che vi sono a bordo; dopodiché cancella dagli archivi federali i suoi dati anagrafici e si appresta a lasciare l'edificio tramite il tunnel nei sotterranei, ma innesca accidentalmente gli esplosivi all'uscita rimanendo ucciso. Raphelson presta quindi giuramento come presidente e ordina un bombardamento aereo sulla Casa Bianca.
Walker quindi, per farsi consegnare da Cale il presidente, fa portare Emily da Stenz nello Studio Ovale e minaccia di ucciderla; Sawyer quindi si arrende per salvare la ragazza. A quel punto viene rivelato il vero motivo dell'attacco: ritenendo l'Iran piuttosto che Sawyer come responsabile della morte di Kevin, Walker intende usare la Nuclear football, attivabile solo tramite l'impronta del Presidente e una serie di codici segreti, per lanciare missili nucleari contro varie città iraniane.
Con il bombardamento aereo in arrivo, Cale da fuoco a varie stanze come diversivo e uccide il resto dei mercenari, liberando gli ostaggi con l'aiuto della guida turistica Donnie, per poi eliminare Stenz facendogli esplodere al collo una cintura di granate; Sawyer approfitta di un momento di distrazione di Walker per aggredirlo e tentare di fermarlo, ma lui usa ciò a suo vantaggio per attivare la valigetta, inserire 
i codici e sparare al Presidente, sotto gli occhi di una scioccata Emily. Prima che Walker possa confermare il lancio dei missili nucleari tuttavia, Cale irrompe nello Studio Ovale con un mezzo di scorta blindato e uccide Walker con la mitragliatrice del veicolo.
Nonostante le suppliche di suo padre di mettersi in salvo, Emily corre fuori e avverte i caccia in arrivo sventolando una bandiera presidenziale, annullando così il bombardamento. Sawyer invece si rivela essere sopravvissuto grazie a un orologio da taschino regalatogli da sua moglie, che ha fermato il proiettile di Walker.
Con l'aiuto di una ricerca di Finnerty, Cale intuisce che è stato Raphelson a dare a Walker i codici per il lancio dei missili, avendo agito per il benestare del complesso militare-industriale corrotto: Sawyer infatti, secondo un suo accordo di pace proposto alle potenze globali, aveva ordinato la ritirata dal Medio Oriente di tutte le forze armate statunitensi, il che avrebbe significato non solo la fine di qualsiasi potenziale conflitto, ma anche di ogni investimento e profitto da parte di parecchi magnati dell'industria bellica. Raphelson, pensando che Sawyer sia morto e che Cale non verrà mai creduto, viene indotto con l'inganno a confessare la sua complicità nell'attentato ed è arrestato per tradimento.
Sawyer nomina quindi Cale come suo nuovo agente di scorta e porta lui ed Emily in un tour aereo di Washington DC sul Marine One, a bordo del quale riceve la notizia che i presidenti di Francia, Iran, Israele e Russia hanno accettato il suo accordo di pace dopo aver appreso degli eventi alla Casa Bianca, chiedendo la fine di tutte le guerre per garantire la pace.

## Produzione
Il film è diretto da Roland Emmerich e tratto dalla sceneggiatura di James Vanderbilt, che figura anche fra lo staff dei produttori. La Sony Pictures ha acquistato nel marzo del 2012 i diritti di tale sceneggiatura per una cifra vicina ai tre milioni di dollari, una delle più alte mai investite per l'acquisto di una singola sceneggiatura. Nel mese successivo la stessa Sony ha ingaggiato Emmerich come regista. Le riprese hanno avuto inizio nel luglio del 2012 a Montréal.

## Distribuzione
White House Down è stato distribuito nelle sale americane il 28 giugno 2013; inizialmente l'uscita era prevista per il mese di novembre. In Italia è stata confermata l'uscita per il 26 settembre 2013.

## Curiosità
Durante la visita guidata, la guida fa notare ai visitatori di trovarsi nella porzione della Casa Bianca che era stata distrutta nel film Independence Day del 1996, mentre la scena in cui gli elicotteri Blackhawks volano tra i palazzi di Washington è un altro riferimento a Godzilla; si tratta di autocitazioni, dal momento che entrambi i film sono diretti da Emmerich. Inoltre, la camicia che Cale indossa mentre è impegnato a proteggere il presidente Sawyer è un chiaro omaggio a quella indossata da Bruce Willis in Trappola di cristallo; un altro riferimento a tale pellicola sta nel fatto che Skip Tyler, mentre è impegnato ad hackerare il NORAD, ascolta Beethoven proprio come l'hacker del gruppo terroristico del film con Willis.